# Дик Грейсън
Ричард Джон „Дик“ Грейсън (на английски: Richard John 'Dick' Grayson) е измислен супергерой, който се появява в комиксите на ДиСи Комикс. Появява се за пръв път в Detective Comics б. 38, издаден през май 1940 г. Създаден е от Бил Фингър, Боб Кейн и Джери Робинсън. В комиксите е представен като акробат в групата Летящите Грейсън. Семейството му загива при инцидент в цирка. Осиновява го Брус Уейн, който го съжалява за случилото се. Момчето случайно разкрива самоличността на Брус Уейн. Превръща се в Робин-момчето чудо. Заедно с Човека-прилеп образуват Динамичното Дуо. В следващите комикси, показват как е преминал от Робин-момчето чудо в Найтуинг. Това нещо е показано в „Новите приключения на Батман“. След като вече не е някогашния Робин, на негово място застава Джейсън Тод който бива убит от жокера. След смъртта му идва Тим Дрейк В комиксовата поредица „Малките титани“ той е лидер на едноименната организация. Показват го и като Найтуинг. Бърт Уорд го играе в сериала „Батман“ (1966 – 1968). Четвъртия Робин е Стефани Браун, което е и първото момиче да поеме тази длъжност. След нея костюмът на Робин бива зает от биологичния син на Брус Уейн и Талиа ал Гул, Деймиън Уейн.